# Confrançon
Confrançon (Confrèchon en francoprovençal bressan), est une commune française du département de l'Ain, en région Auvergne-Rhône-Alpes.

## Géographie

### Localisation

Localisation de la commune dans l'Ain et le canton d'Attignat.

Confrançon est une commune française du département de l'Ain dans le sud de la région naturelle de la Bresse, plus particulièrement dans la Bresse savoyarde, près de la région naturelle de la Dombes. Elle se situe à 16 km à l'ouest de Bourg-en-Bresse,à 21 km à l'est de Mâcon, à 71 km au nord de Lyon et à 410 km au sud de Paris. Elle appartient à l'arrondissement de Bourg-en-Bresse et au canton de Attignat.
La population n'est pas concentrée en un lieu mais est dispersée dans différents lieux-dits. La majorité est concentrée au bourg du village, au Logis-Neuf et à l'Effondras mais on trouve des habitations dans d'autres hameaux tels que Cornaton, Petite Chassagne, Grande Chassagne, Loriol et Reculande.

### Points extrêmes
- Nord : Pont-Pétrus, 46° 17′ 48″ N, 5° 03′ 30″ E
- Est : Bois de Saint-Sulpice, 46° 15′ 15″ N, 5° 05′ 55″ E
- Sud : La Forêt, 46° 14′ 59″ N, 5° 03′ 25″ E
- Ouest : L'Étang Passolard, 46° 16′ 08″ N, 5° 01′ 16″ E

### Hydrographie

#### Cours d'eau
- À Petite Chassagne naît le bief de l'Attaque qui se dirige vers l'ouest. Le cours d'eau deviendra le Menthon au lieu-dit Colonge de Saint-Genis-sur-Menthon.
- Le bief de Corrian prend sa source à Polliat sous le nom du bief de l'Étang Colomb. Elle entre dans la commune vers Cornaton puis se dirige vers l'ouest avant de devenir le bief de Passolard au bourg. Ce ruisseau quitte la commune vers L'Étang Passolard avant de prendre le nom de bief de Menthon qui va se jeter à Saint-Cyr-sur-Menthon dans le Menthon.
- Le bief de Cheval Queue ou de Montlessard forme une partie de la frontière sud que Confrançon partage avec Mézériat. Ce ruisseau se jette à Saint-Genis-sur-Menthon dans le bief de Menthon.
- Le bief de l'Étang ou de l'Étang Gayand naît à Polliat, il se jette dans le bief de Corrian vers l'étang Gayand.

#### Plans d'eau
- L'Étang Gayand est le plus grand plan d'eau de la commune, il est situé à Cornaton et est à cheval entre la commune et Curtafond.
- Vers La Boigna, on trouve un petit étang qui est longé par le bief de Passolard.
- Au lieu-dit Granges Neuves, un étang est la source d'un petit ruisseau qui se jette dans le Menthon. Une mineure partie du plan d'eau se trouve à Saint-Genis-sur-Menthon.

### Climat
Pour des articles plus généraux, voir Climat d'Auvergne-Rhône-Alpes et Climat de l'Ain.
En 2010, le climat de la commune est de type climat océanique dégradé des plaines du Centre et du Nord, selon une étude du CNRS s'appuyant sur une série de données couvrant la période 1971-2000. En 2020, Météo-France publie une typologie des climats de la France métropolitaine dans laquelle la commune est exposée à un climat semi-continental et est dans la région climatique Bourgogne, vallée de la Saône, caractérisée par un bon ensoleillement (1 900 h/an), un été chaud (18,5 °C), un air sec au printemps et en été et des vents faibles.
Pour la période 1971-2000, la température annuelle moyenne est de 11,7 °C, avec une amplitude thermique annuelle de 18 °C. Le cumul annuel moyen de précipitations est de 964 mm, avec 11 jours de précipitations en janvier et 7,5 jours en juillet. Pour la période 1991-2020, la température moyenne annuelle observée sur la station météorologique de Météo-France la plus proche, sur la commune de Baneins à 21 km à vol d'oiseau, est de 12,7 °C et le cumul annuel moyen de précipitations est de 880,2 mm,. Pour l'avenir, les paramètres climatiques de la commune estimés pour 2050 selon différents scénarios d'émission de gaz à effet de serre sont consultables sur un site dédié publié par Météo-France en novembre 2022.

### Voies de communication et transports

Les axes routiers au sein de la commune.

#### Routes

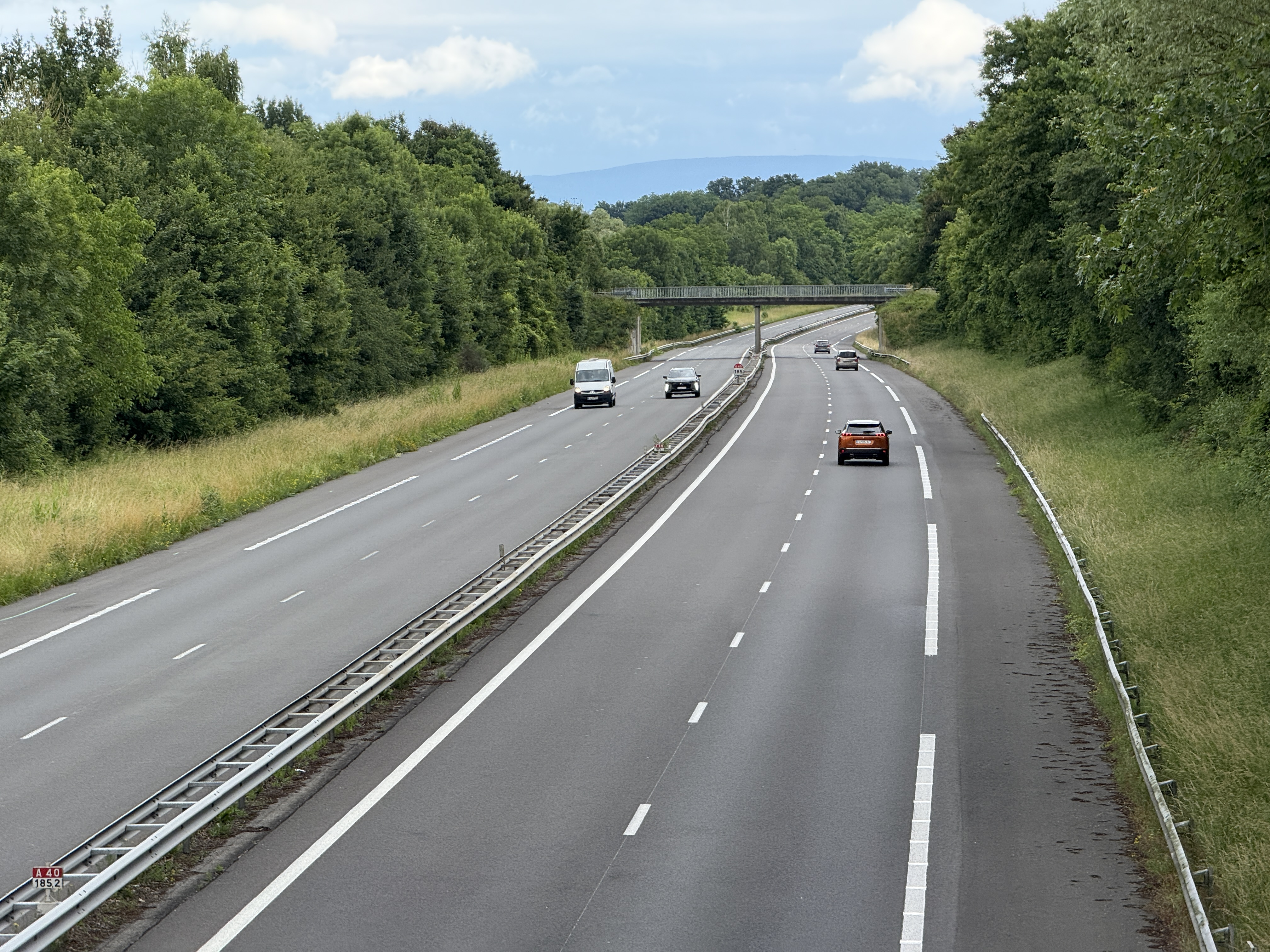
L'autoroute A40.

- La route départementale D 1079 traverse la commune d'ouest en est. Cette voie débute à Mâcon par le pont Saint-Laurent et prend fin dans la ville de Bourg-en-Bresse. Elle permet de rejoindre par l'ouest Saint-Cyr-sur-Menthon, Mâcon et le département de Saône-et-Loire tandis que par l'est, elle permet de rejoindre Polliat, Bourg et les autres villes importantes du département.
- La route départementale D 92b passe par le centre du village, elle débute au Logis-Neuf avant de terminer au centre de la commune voisine de Curtafond.
- La route départementale D 26 traverse l'ouest de la commune et passe vers le hameau de L'Effondras. En prenant le sud, on rejoindre Mézériat et Vonnas alors qu'en se dirigeant au nord, on peut se diriger vers Saint-Didier-d'Aussiat.
- La route départementale D 45 traverse une petite partie de Confrançon et va en direction de Vandeins.
- L'autoroute A40 (Mâcon - Genève), portion de la Route Centre-Europe Atlantique Bordeaux/Nantes - Annemasse, traverse aussi la commune, mais il n'y a aucune sortie d'autoroute.

#### Voies ferroviaires
Aucune voie ferrée ne traverse la commune mais une se situe au sud à Mézériat. La ligne de Mâcon à Ambérieu, desservie par les TER de la région Rhône-Alpes, accueille les TER Rhône-Alpes et s'arrêtent à la gare de Mézériat. La gare de Polliat est une autre gare située à proximité qui est desservie par la ligne. Les trains grandes lignes et les TGV parcourant cette ligne ne marquent pas d'arrêt.

#### Transports en commun

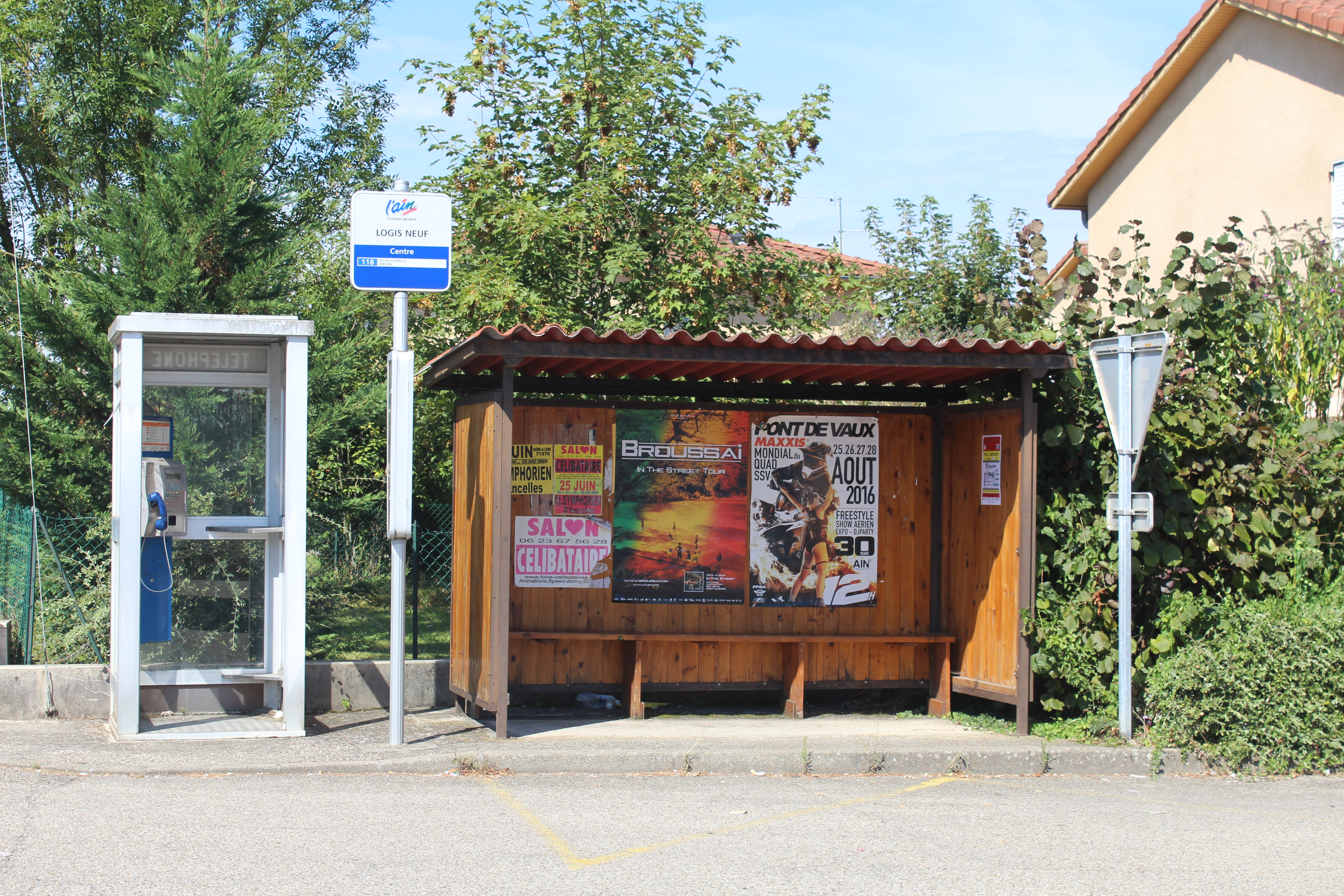
Arrêt Centre au Logis-Neuf.

La commune est reliée au réseau départemental des bus car.ain.fr. Trois arrêts sont installés le long de la route départementale RD1079 qui sont intégrés à la ligne 118 (Sens Bourg-en-Bresse - Mâcon et sens Mâcon - Bourg-en-Bresse). Le premier arrêt est Route de Montrevel à l'Effondras, le deuxième est Centre - Logis Neuf. Le dernier arrêt est à la sortie du Logis-Neuf et se nomme Route de Confrançon.

## Urbanisme

### Typologie
Au 1er janvier 2024, Confrançon est catégorisée commune rurale à habitat dispersé, selon la nouvelle grille communale de densité à 7 niveaux définie par l'Insee en 2022.
Elle est située hors unité urbaine. Par ailleurs la commune fait partie de l'aire d'attraction de Bourg-en-Bresse, dont elle est une commune de la couronne,. Cette aire, qui regroupe 80 communes, est catégorisée dans les aires de 50 000 à moins de 200 000 habitants,.

### Occupation des sols
L'occupation des sols de la commune, telle qu'elle ressort de la base de données européenne d’occupation biophysique des sols Corine Land Cover (CLC), est marquée par l'importance des territoires agricoles (87,7 % en 2018), une proportion sensiblement équivalente à celle de 1990 (88,5 %). La répartition détaillée en 2018 est la suivante : terres arables (53 %), prairies (20,1 %), zones agricoles hétérogènes (14,6 %), forêts (7,2 %), zones urbanisées (5 %), zones industrielles ou commerciales et réseaux de communication (0,1 %).
L'évolution de l’occupation des sols de la commune et de ses infrastructures peut être observée sur les différentes représentations cartographiques du territoire : la carte de Cassini (XVIIIe siècle), la carte d'état-major (1820-1866) et les cartes ou photos aériennes de l'IGN pour la période actuelle (1950 à aujourd'hui).

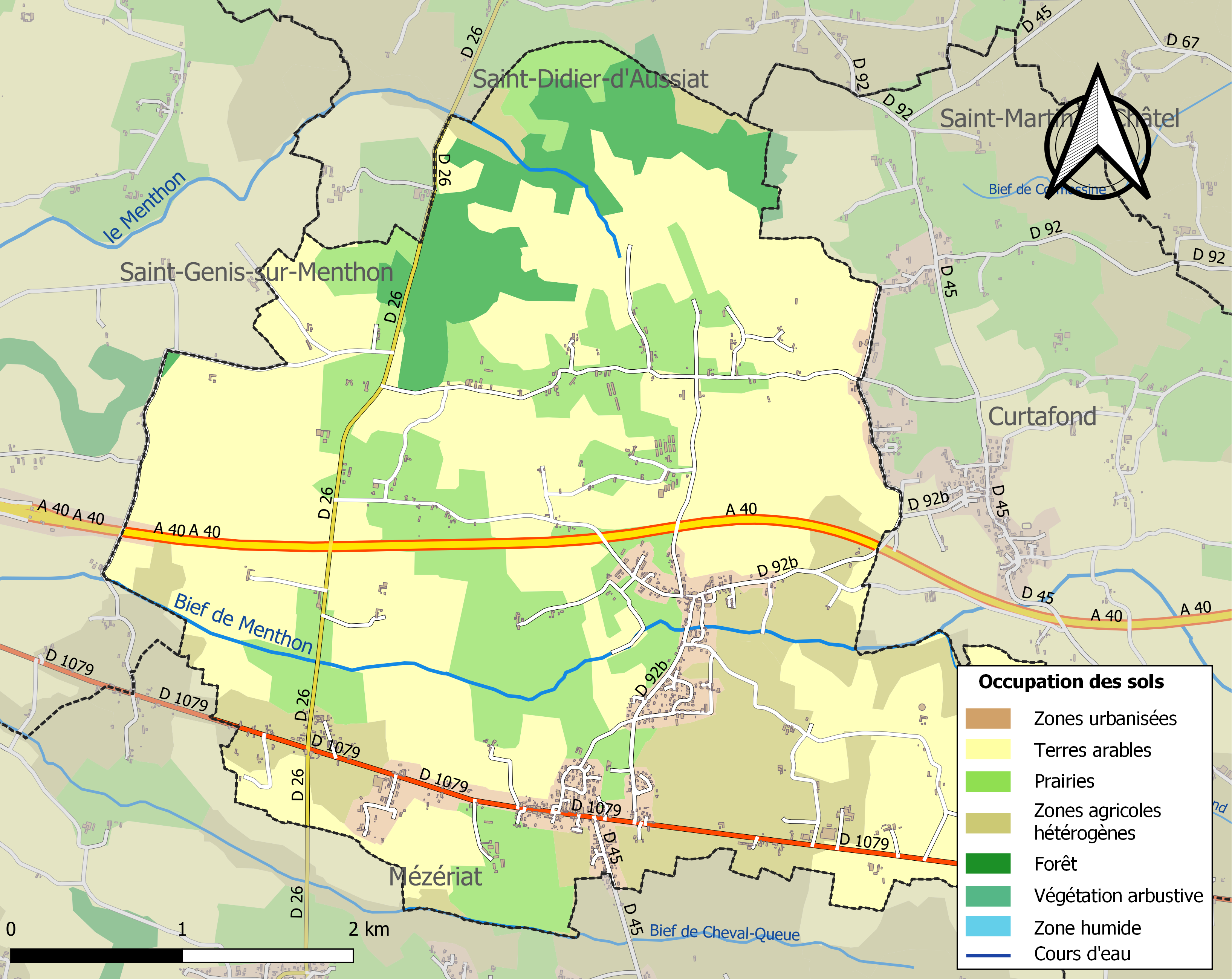
Carte des infrastructures et de l'occupation des sols de la commune en 2018 (CLC).

## Toponymie

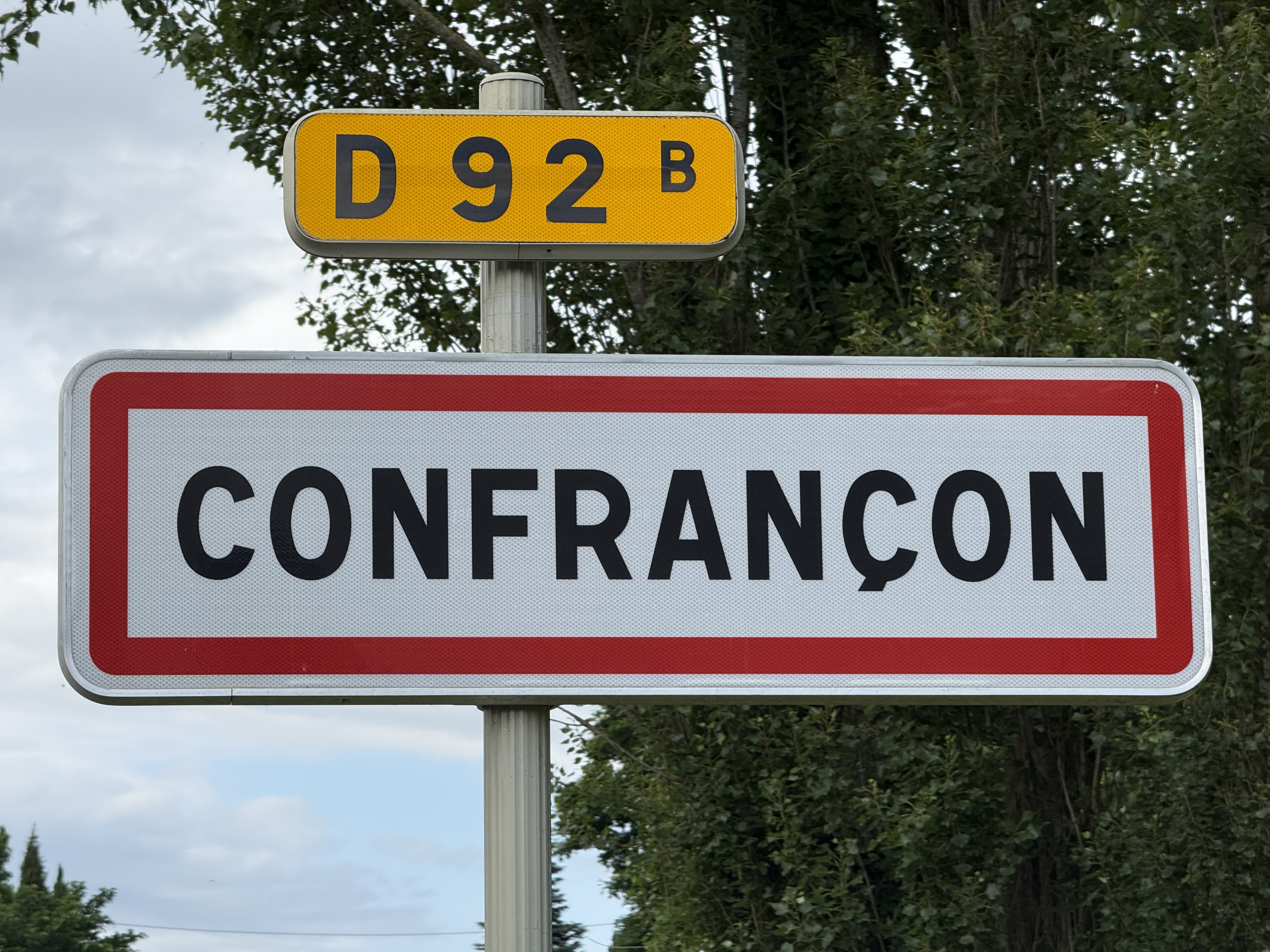
Panneau d'entrée du village.

### Origine du nom
Confrançon vient de Curti Francionis. Curti vient du latin cohors, cohortis, qui signifie enclos, cours d´une ferme, basse-cour. Au Moyen Âge, il désignait un ensemble d'exploitations regroupées géographiquement et souvent placée sous l'autorité d'un seigneur. Quant à Francionis, ce nom provient de l'anthroponyme germanique Francio dérivé de l'ethnonyme Franci qui se réfère aux Francs.

### Anciens noms
La première mention que l'on a de la commune date du Xe siècle, la commune porte alors le nom de Corte Francionis selon le cartulaire de Saint-Vincent-de-Mâcon. En 997, le recueil de chartes de Cluny évoque Curte Francione. Deux ans plus tard, Corfrancione est cité dans le même ouvrage.
Vers 1250, le pouillé de Lyon cite Corfrançons et mentionne Confranczon vers 1325. Selon les archives de l'Ain, Confranson, est le nom du village en 1563. Ce n'est qu'en 1587 dans le pouillé du diocèse de Lyon qu'on trouve le nom actuel de Confrançon.

## Histoire
Le village est mentionné dès le Xe siècle, son histoire est très liée à celle des comtes de Loriol.
Loriol, au Moyen Âge, s'appelait Asnières. Une famille noble de ce nom y est citée autour de l'an 1100. Vers 1300, cette seigneurie passe aux mains des Sachins, qui font reconstruire le château aux alentours de 1350. Jean de Loriol fait l'acquisition de ce domaine au tout début du XVIe siècle et le temps gardera son nom attaché à cet endroit. Il fut restauré dans le goût de l'époque en 1860.
C'est un logis en équerre qui est flanqué de tourelles rondes, avec un gros donjon quadrangulaire datant probablement du XIVe siècle ; il comporte des mâchicoulis et des poivrières circulaires dans les angles.
L'histoire linguistique du village, comme celle de toute la Bresse, a été marquée au XXe siècle par le passage du bilinguisme français/francoprovençal à l'unilinguisme français. Le « patois bressan » n'est plus parlé que par quelques rares personnes âgées. La variante parlée à Confrançon a cependant connu une postérité inattendue puisqu'elle a été choisie pour la traduction en francoprovençal bressan d'un album de Tintin, Lé pèguelyon de la Castafiore. Josine Meune, qui a traduit l'album avec son fils Manuel, est originaire de ce village. Dans cet album, le château de Loriol est devenu lou shôté de L'ônizhe (le château de L'asnière).

## Politique et administration

### Découpage territorial
La commune de Confrançon est membre de la communauté d'agglomération du Bassin de Bourg-en-Bresse, un établissement public de coopération intercommunale (EPCI) à fiscalité propre créé le 1er janvier 2017 dont le siège est à Bourg-en-Bresse. Ce dernier est par ailleurs membre d'autres groupements intercommunaux.
Sur le plan administratif, elle est rattachée à l'arrondissement de Bourg-en-Bresse, au département de l'Ain et à la région Auvergne-Rhône-Alpes. Sur le plan électoral, elle dépend du canton d'Attignat pour l'élection des conseillers départementaux, depuis le redécoupage cantonal de 2014 entré en vigueur en 2015, et de la première circonscription de l'Ain pour les élections législatives, depuis le dernier découpage électoral de 2010.

### Administration municipale

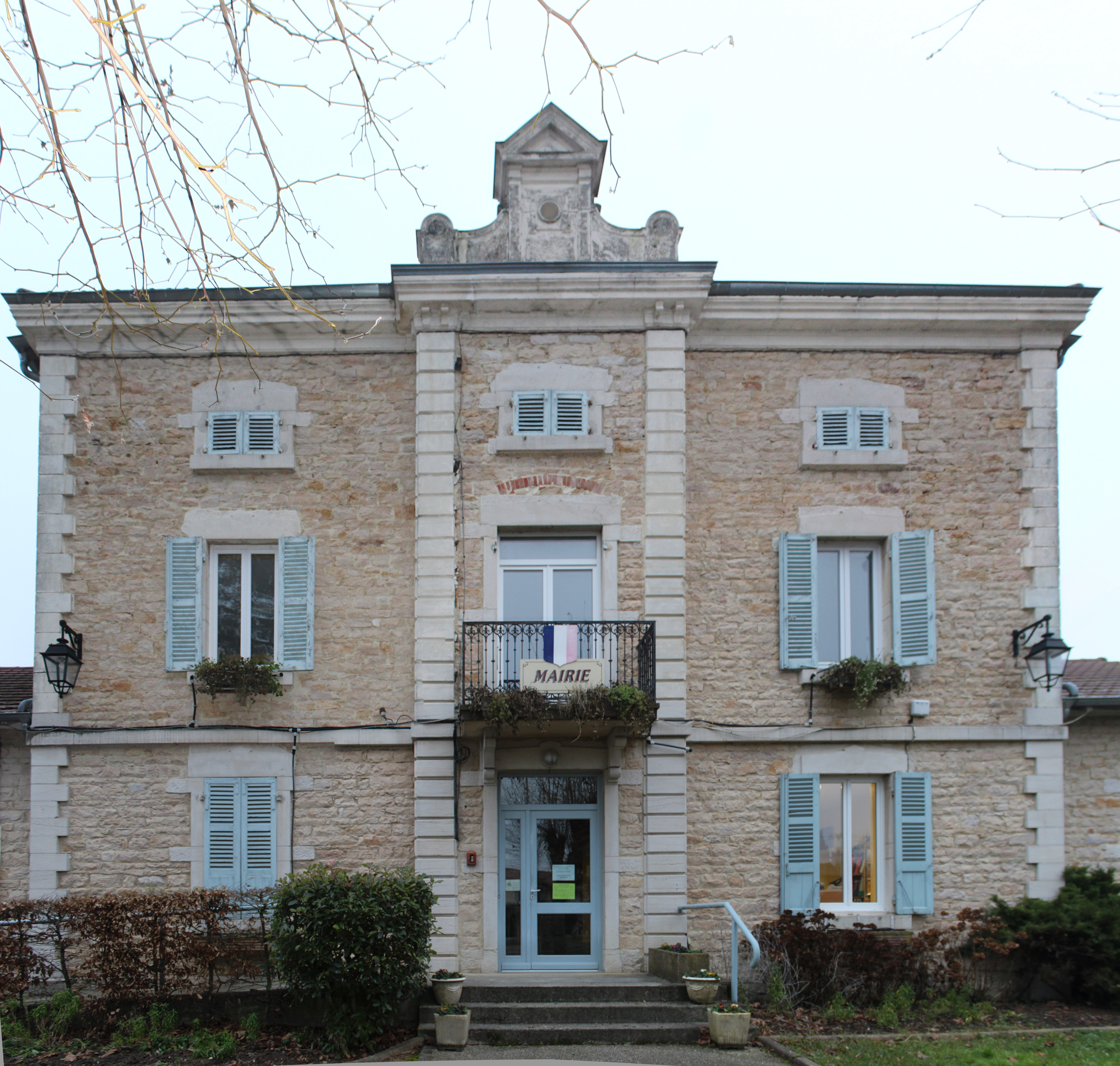
Mairie de la commune.

Lors des conseils municipaux le maire de la commune est entouré de ses trois adjoints et de ses onze autres conseillers municipaux. Les élus sont répartis dans douze commissions : administration - information, finances, argriculture - voirie, affaires scolaires, patrimoine, relation avec les associations, urbanisme, fêtes et cérémonies, sapeurs pompiers, fleurissement, office du tourisme, prévention routière - délégation affaires militaires.

### Maires successifs
| Période                                  | Période  | Identité          | Étiquette | Qualité                                         |
| ---------------------------------------- | -------- | ----------------- | --------- | ----------------------------------------------- |
| 1971                                     | 1983     | Marius Fromont    |           |                                                 |
| 1983                                     | 1989     | Émile Rigollet    |           |                                                 |
| 1989                                     | 2001     | Claude Fromont    |           | Fils de Marius Fromont, frère de Pierre Fromont |
| 2001                                     | 2020     | Christiane Colas  | PS        | Réélue en 2008 et 2014                          |
| 25 mai 2020                              | En cours | Jean-Paul Buellet | DVG       |                                                 |
| Les données manquantes sont à compléter. |          |                   |           |                                                 |

## Population et société

### Démographie
L'évolution du nombre d'habitants est connue à travers les recensements de la population effectués dans la commune depuis 1793. Pour les communes de moins de 10 000 habitants, une enquête de recensement portant sur toute la population est réalisée tous les cinq ans, les populations de référence des années intermédiaires étant quant à elles estimées par interpolation ou extrapolation. Pour la commune, le premier recensement exhaustif entrant dans le cadre du nouveau dispositif a été réalisé en 2006.
En 2022, la commune comptait 1 357 habitants, en évolution de +1,95 % par rapport à 2016 (Ain : +5,15 %, France hors Mayotte : +2,11 %).
| 1793  | 1800  | 1806  | 1821  | 1831  | 1836  | 1841  | 1846  | 1851  |
| ----- | ----- | ----- | ----- | ----- | ----- | ----- | ----- | ----- |
| 1 150 | 1 114 | 1 122 | 1 195 | 1 324 | 1 323 | 1 401 | 1 424 | 1 486 |

| 1856  | 1861  | 1866  | 1872  | 1876  | 1881  | 1886  | 1891  | 1896  |
| ----- | ----- | ----- | ----- | ----- | ----- | ----- | ----- | ----- |
| 1 383 | 1 339 | 1 353 | 1 304 | 1 337 | 1 318 | 1 298 | 1 208 | 1 125 |

| 1901  | 1906  | 1911  | 1921 | 1926  | 1931 | 1936 | 1946 | 1954 |
| ----- | ----- | ----- | ---- | ----- | ---- | ---- | ---- | ---- |
| 1 149 | 1 119 | 1 088 | 976  | 1 016 | 923  | 936  | 887  | 781  |

| 1962 | 1968 | 1975 | 1982 | 1990 | 1999 | 2006  | 2011  | 2016  |
| ---- | ---- | ---- | ---- | ---- | ---- | ----- | ----- | ----- |
| 728  | 657  | 725  | 720  | 805  | 862  | 1 048 | 1 200 | 1 331 |

| 2021  | 2022  | - | - | - | - | - | - | - |
| ----- | ----- | - | - | - | - | - | - | - |
| 1 348 | 1 357 | - | - | - | - | - | - | - |

### Enseignement
La commune possède une école qui réunit les élèves de la maternelle, du CP et du CE1 provenant de la commune et de Curtafond. En effet, les écoles des deux communes forment un RPI, l'école de Curtafond accueille les élèves du CE2 au CM2.

### Sports

#### Infrastructures sportives

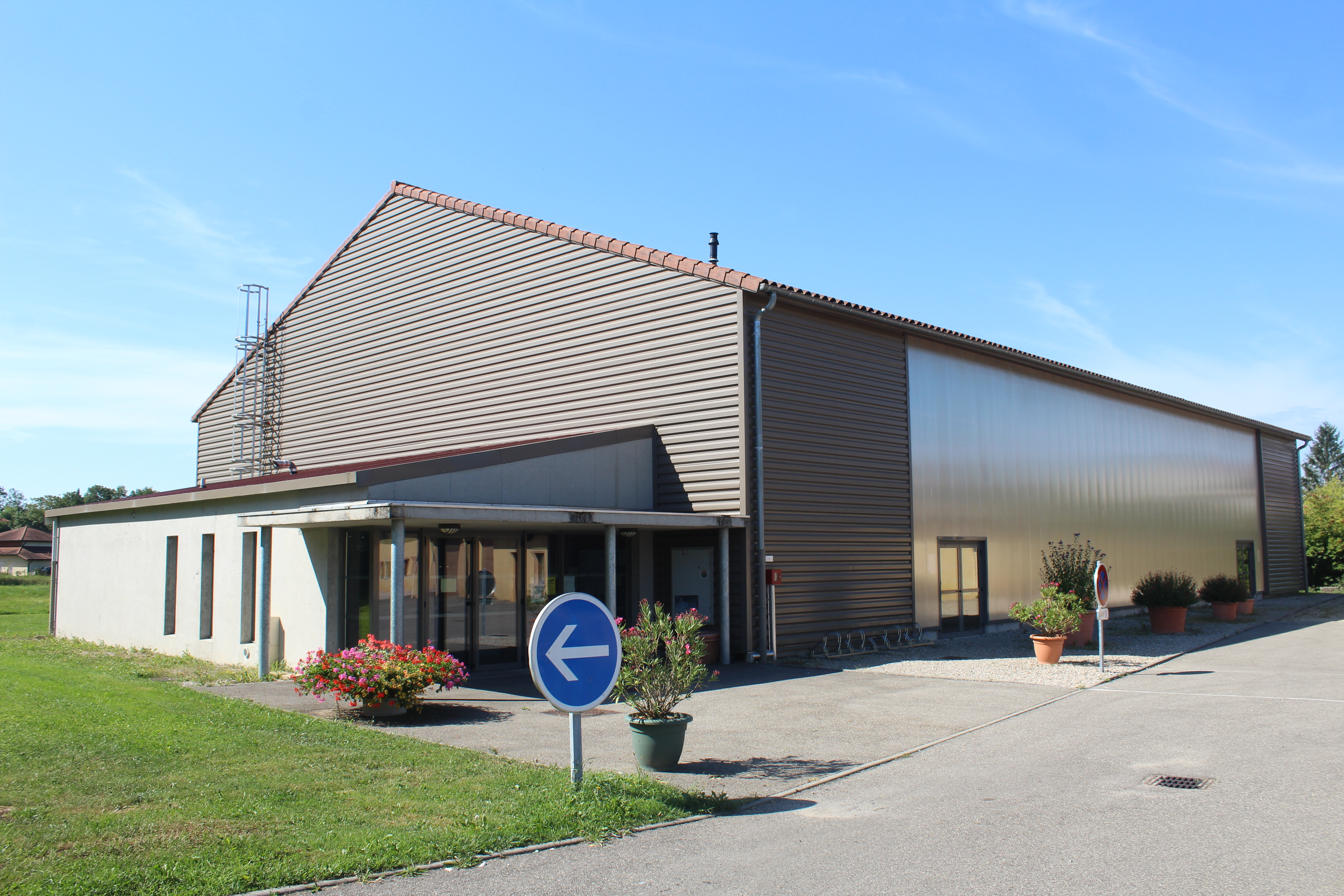
Espace Robert-Busnel.

Au bourg du village, l'espace Robert-Busnel est un gymnase qui accueille différentes activités dont la gymnastique ou le basketball.
Auparavant, il y avait deux courts de tennis près du gymnase. Depuis 2016, en raison du mauvais état de ces infrastructures, un des deux courts est transformé en terrain multisports tandis que l'autre reste un terrain de tennis mais possède désormais un revêtement en gazon synthétique.
Au lieu-dit Fenioux, on trouve un terrain de football.

#### Clubs sportifs
- Le Football Club Curtafond - Confrançon - Saint-Martin-le-Châtel - Saint-Didier-d'Aussiat est un club de football réunissant les footballeurs seniors, vétérans et les jeunes du niveau U7, U9 et U11. Les autres jeunes du club évoluent au sein du Bresse Tonic Foot qui est un club qui réunit avec eux d'autres jeunes des clubs de l'US Marsonnas-Jayat-Béreyziat, l'AS Attignat et de l'ES Foissiat-Étrez[25].
- L'AS Confrançon Basket est un club de basketball qui possède des équipes masculines et féminines.
- Planète Tennis est une association de tennis créée en 1987 à Saint-Didier-d'Aussiat qui s'unit avec le club de la commune en 2000 et de celui de Montrevel-en-Bresse en 2011[26].
- La Gym à Confrançon propose plusieurs activités telles que la gym tonique, la zumba, la gym douce, le badminton et le sport loisirs[27].

### Médias locaux
- Le journal Le Progrès propose une édition locale aux communes de l'Ain. Il paraît du lundi au dimanche et traite des faits divers, des évènements sportifs et culturels au niveau local, national, et international.
- Le journal Voix de l'Ain est un hebdomadaire publié les vendredis qui propose des informations locales pour les différentes régions du département de l'Ain.
- La chaîne France 3 Rhône Alpes Auvergne est disponible dans la région.

### Numérique
La commune dispose du très haut débit avec la fibre optique grâce au réseau public de fibre optique L'Ain régi par le syndicat intercommunal d'énergie et de e-communication de l'Ain.

## Culture locale et patrimoine

### Lieux et monuments
- Le château de Loriol et son parc sont inscrits à l'inventaire des monuments historiques[28].
- L'église Saint-Pierre est un édifice de style roman. Elle fut construite sur l'emplacement d'une ancienne église entre le 7 avril 1863, date la première pierre où a été posée, et le 15 novembre 1866, date de l'inauguration[29].
- Ancienne maison forte de Chassagne citée depuis 1272[30].
- Près de l'école, l'ancien presbytère accueille le centre de loisirs et fut rebâti en 1772.
- Près de la mairie, un monument fut érigé en l'honneur des soldats de la commune morts au combat pour la France.
- Au bourg près de l'école, un four à pain est encore utilisé lors de divers événements.
- À Grande Chassagne, le château d'eau relie les habitations de Confrançon au réseau de l'eau.
- Quelques croix de chemins se trouvent sur le territoire.

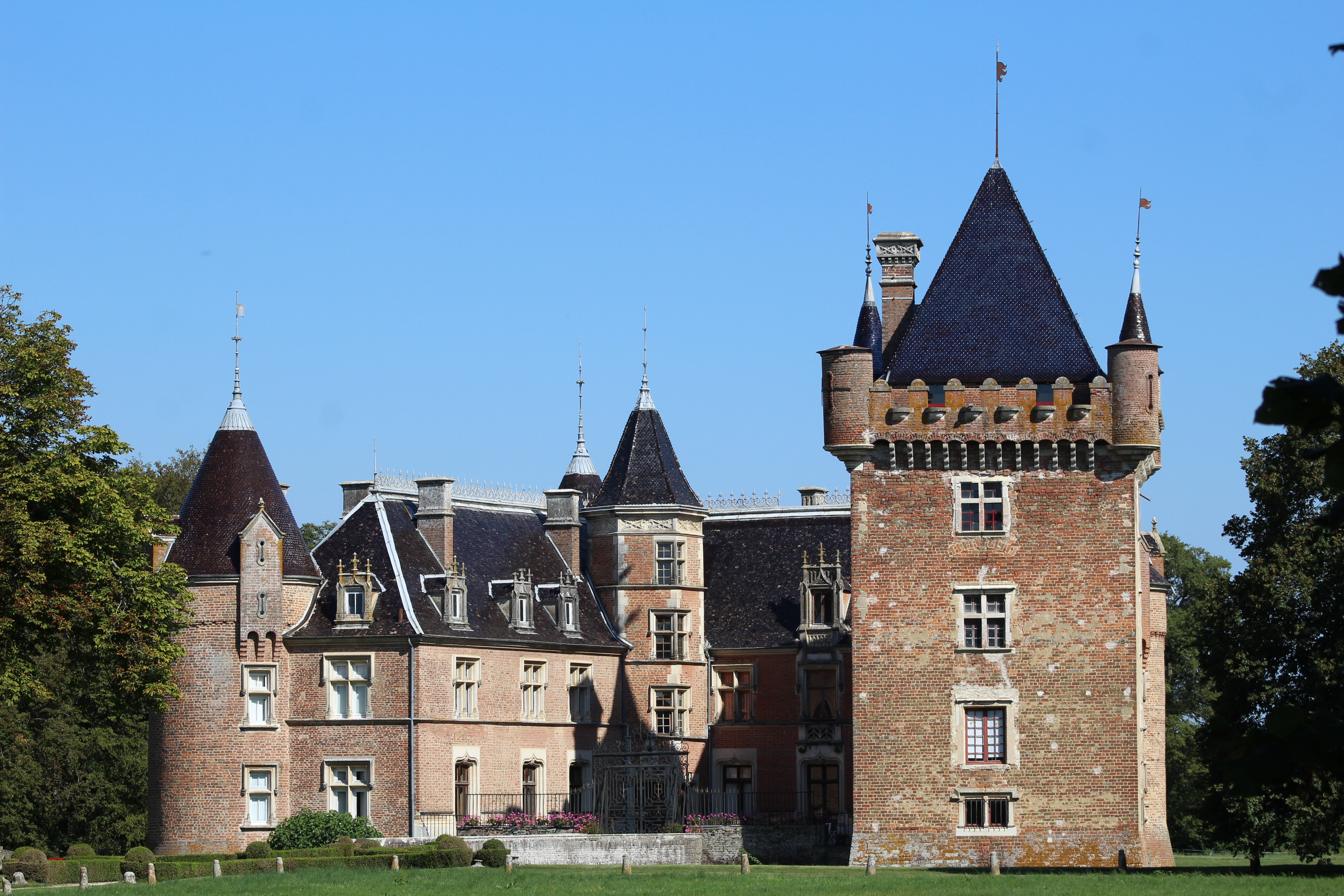
Château de Loriol.
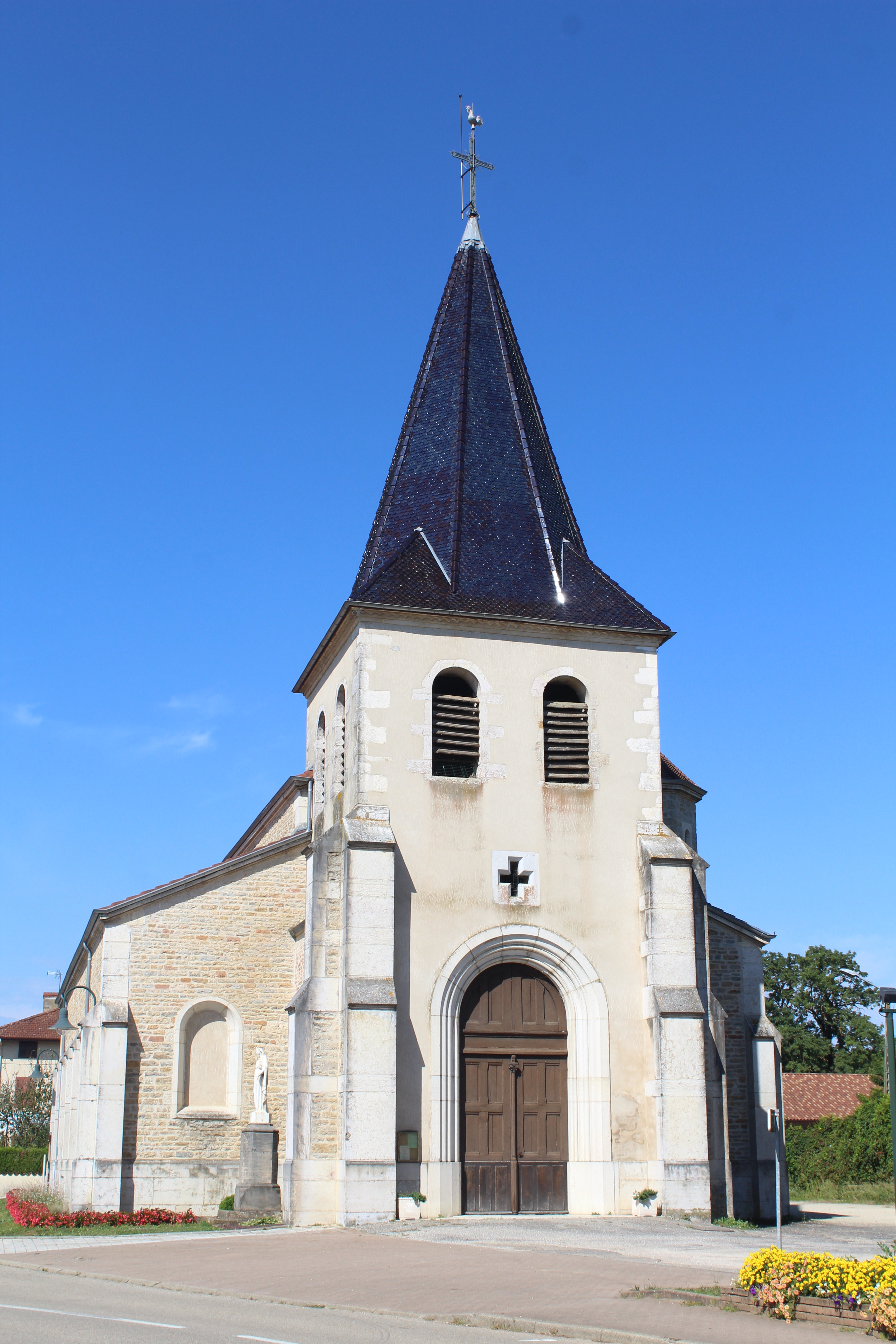
Église Saint-Pierre.
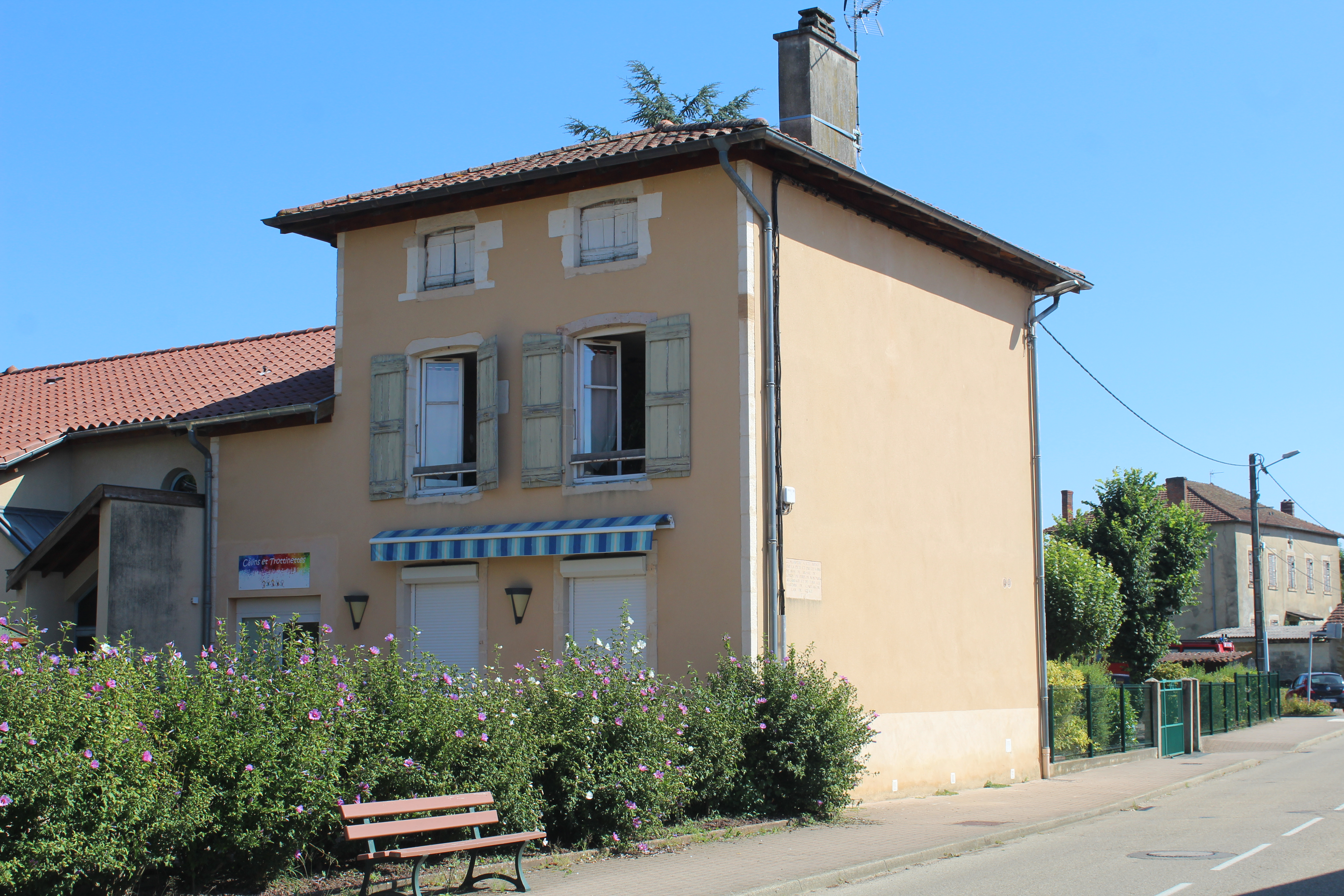
Ancien presbytère.
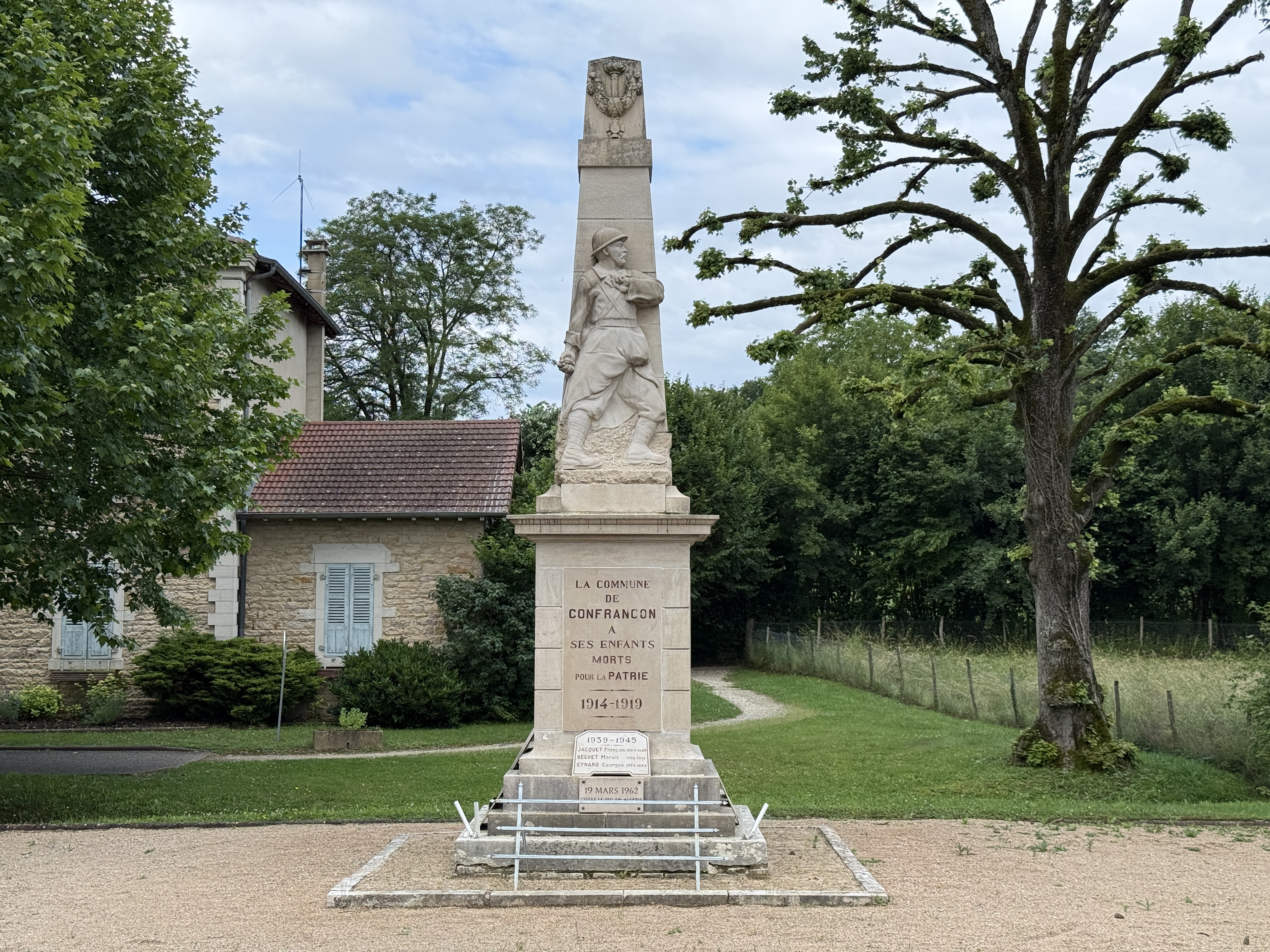
Monument aux morts.
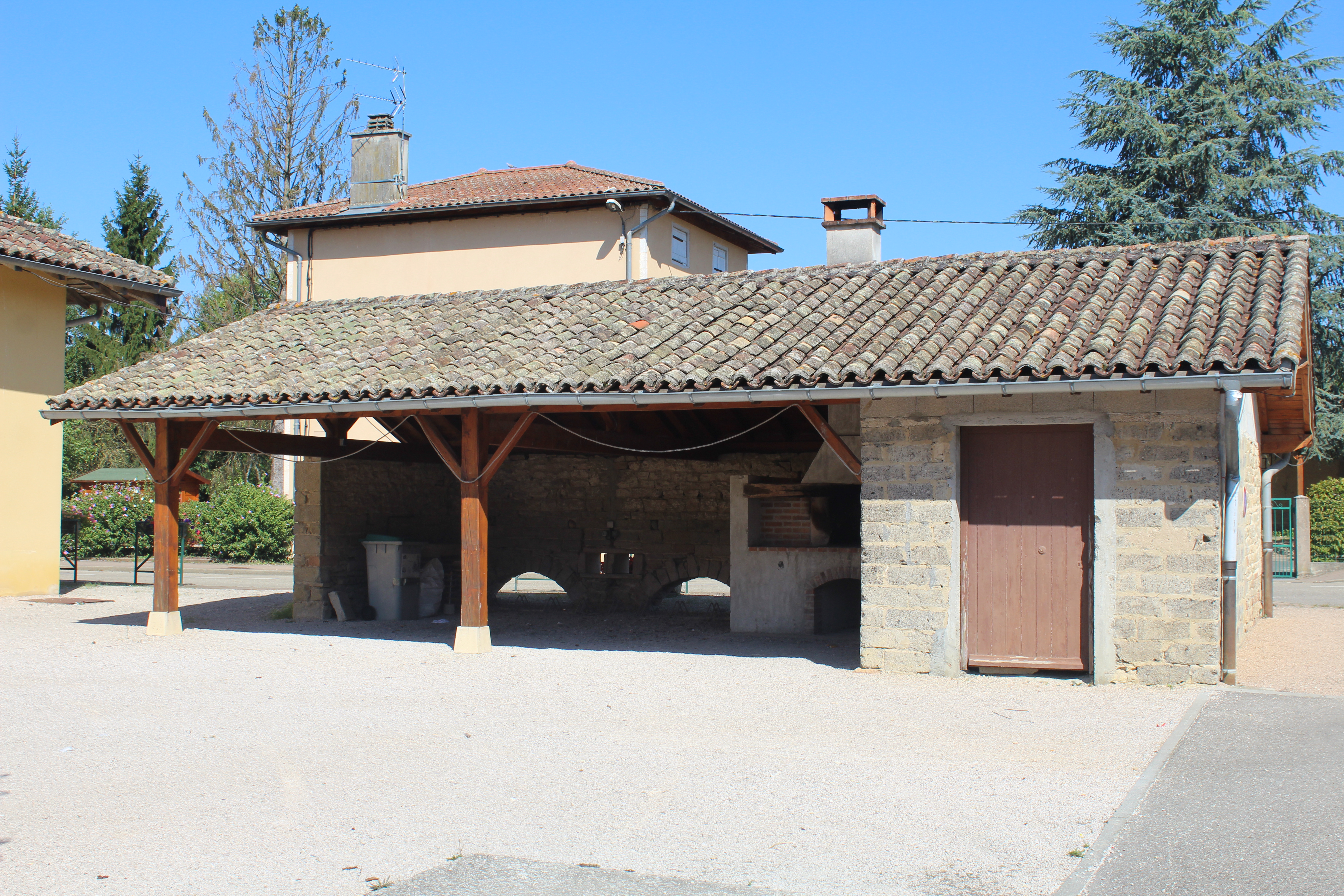
Four à pain.
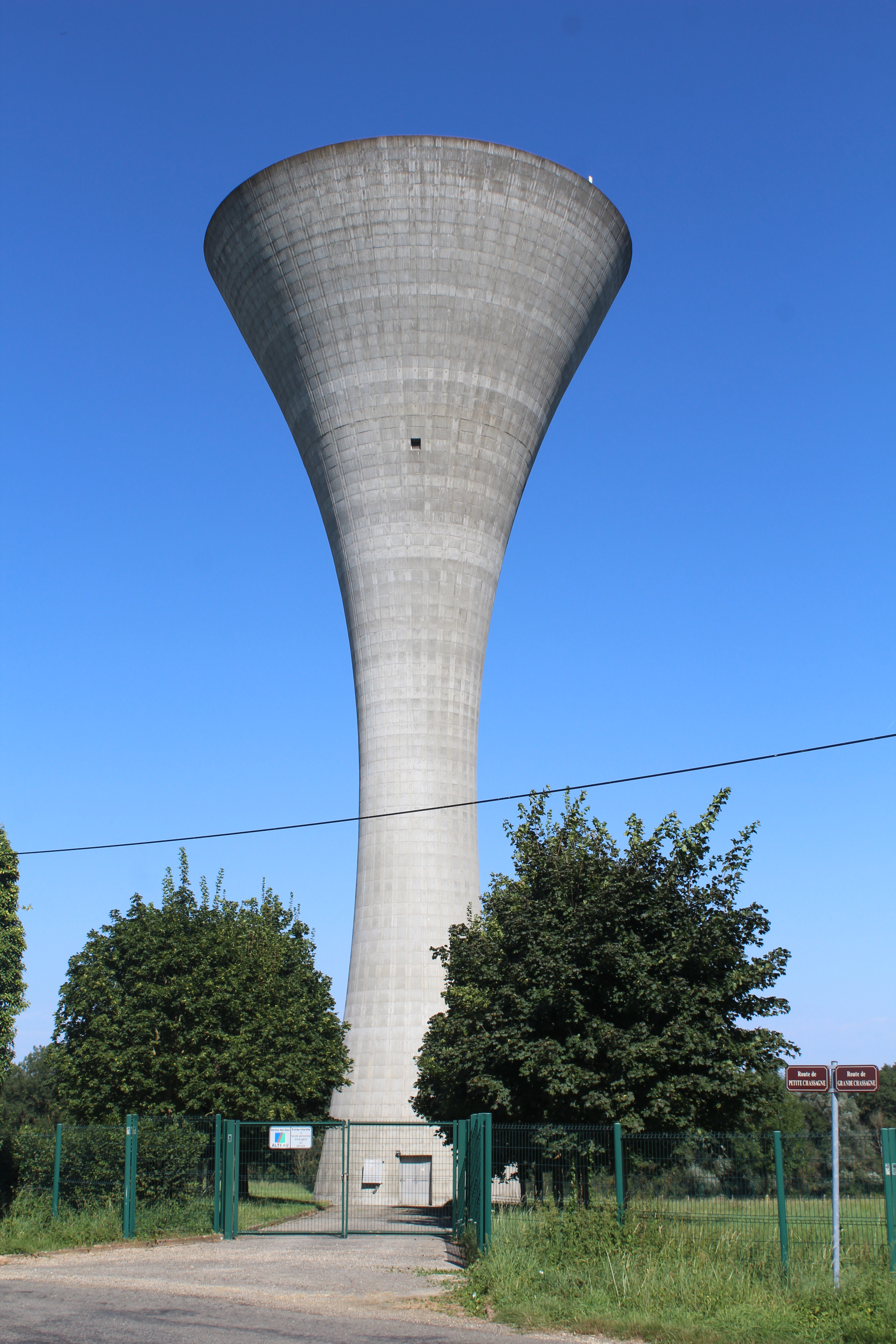
Château d'eau.

### Gastronomie
Les spécialités culinaires sont celles de la région bressane, c'est-à-dire la volaille de Bresse, les gaudes, la galette bressane, les gaufres bressanes, la fondue bressane.
La commune se situe dans l'aire géographique de l'AOC Crème et beurre de Bresse et de l'AOC Volailles de Bresse.
Elle a aussi l'autorisation de produire le vin IGP Coteaux de l'Ain (sous les trois couleurs, rouge, blanc et rosé).

### Espaces verts et fleurissement

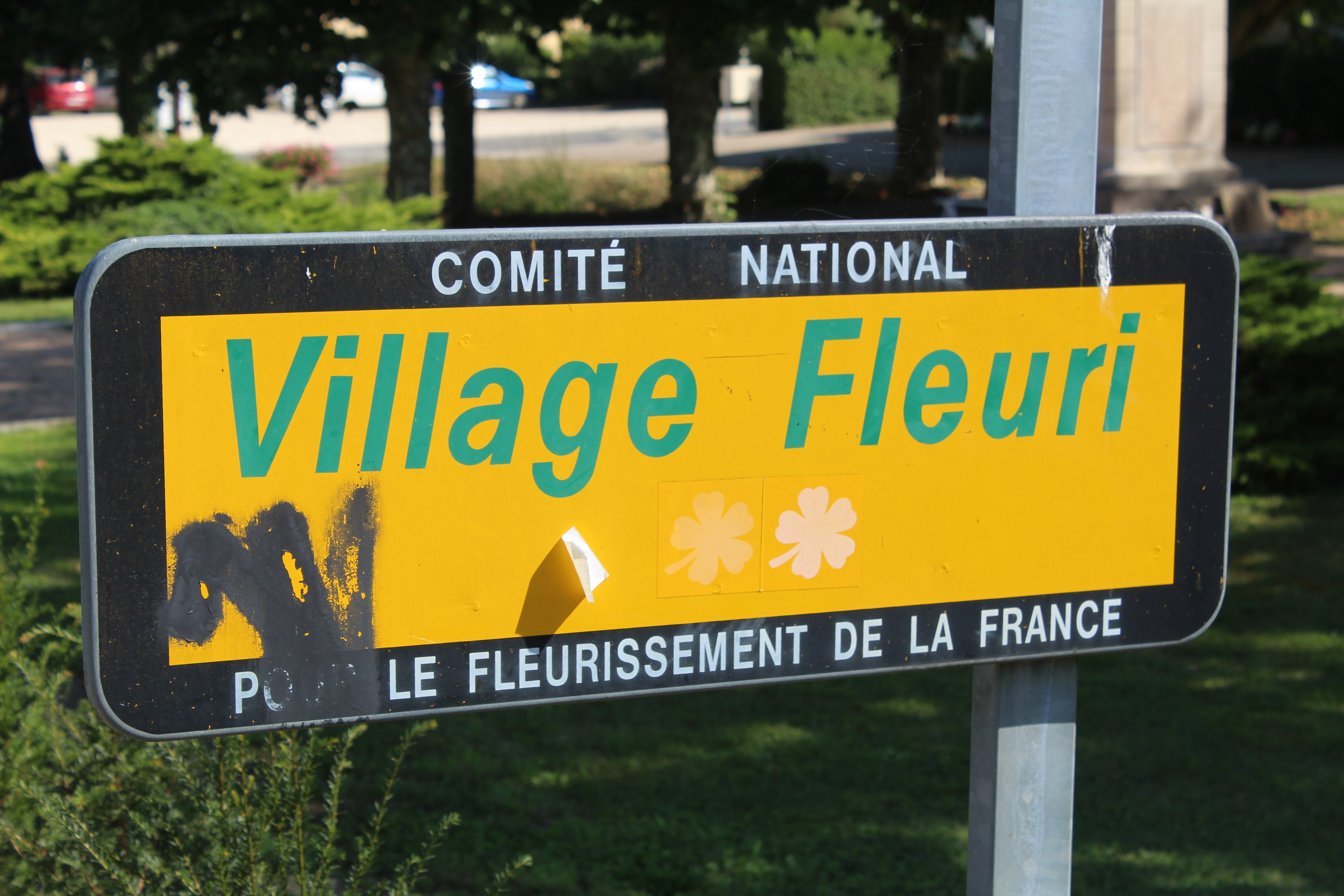
Panneau Village Fleuri avec une fleur.

En 2014, la commune obtient le niveau « une fleur » au concours des villes et villages fleuris.

### Personnalités liées à la commune
- Robert Busnel, ancien basketteur et président de la FIBA possédait une maison de famille dans la commune[36]. Le gymnase du village porte d'ailleurs le nom du sportif.